# Walk off the Earth
Walk off the Earth és un grup de música canadenc. El seu estil musical s'ha classificat com d'indie i folk pop, tot i que el grup prefereix donar-se a conèixer com a músics no convencionals evitant classificacions musicals.

## Biografia

### Inicis del grup
Gianni i Marshall van crear Walk off the Earth el 2006. El grup va veure que una veu femenina donaria més estil al grup. Així doncs, aquell mateix any, van proposar a Sarah Blackwood, una solista d'Ontario i amiga de Gianni, d'ingressar en el grup. Aquesta va acceptar immediatament, però l'adhesió no es va fer pública fins un any després, ja que la nova veu del grup encara tenia pendent finalitzar el seu compromís musical amb el seu treball en solitari. Per tant, no va ser fins al 2007 que Walk off the Earth va estar constituït per tres musics. Els altres components del grup van adherir-se també en el 2007.

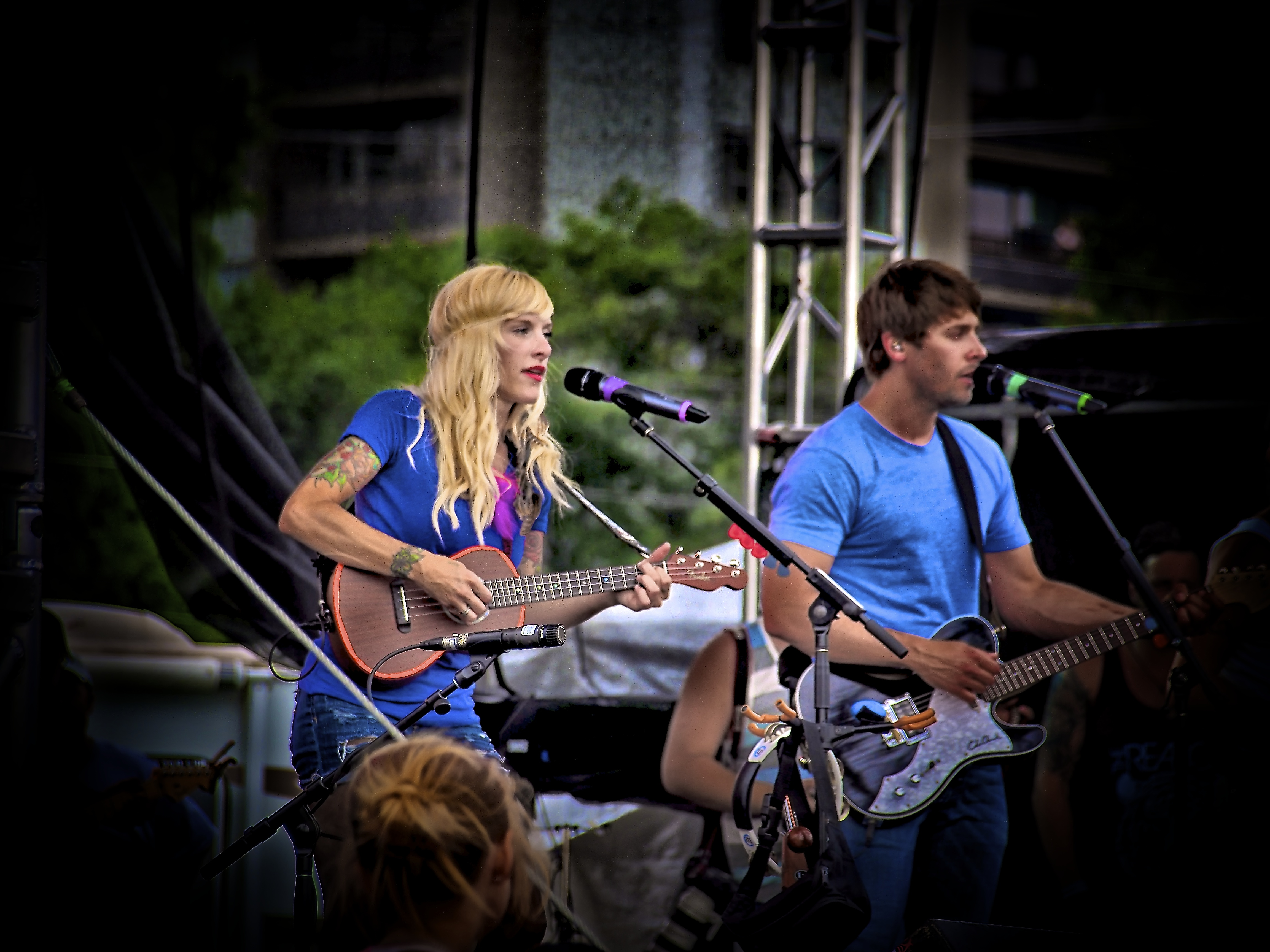
Alguns dels artistes del grup (Ryan i Sarah) a un concert.

### Descobriment internacional
Des de la creació del grup, Walk off the Earth va dedicar-se, principalment, a fer covers d'altres autors. Aquests els penjaven a Youtube. Tot i que van obtenir bones visites, no va ser fins al 2012, versionant la cançó Somebody that I used to known (de Gotye), que van obtenir un gran reconeixement [des que el mes de gener es va publicar fins al febrer d'aquell mateix any, van aconseguir 49 milions de visites]. El mateix autor de la cançó original els va reconèixer el seu bon treball. L'originalitat d'aquest cover va ser que van cantar la mateixa cançó tocant tots alhora una sola guitarra. Des d'aleshores, el grup va passar d'estar únicament a Youtube per fer-se present a altres medis de la web.

### Etapa de creació pròpia i actualitat
Els afortunats no van deixar de fer covers després de l'èxit del cover de Gotye. Tot i així, van voler innovar més i mostrar el seu talent component cançons originals, és a dir, no versionades de cap cantant. Actualment continuen mantenint el seu canal de Youtube i han fet un tour per Europa.

## Membres del grup
Walk off the Earth està constituït, principalment, per cinc individus. A continuació, s'exposa una taula amb el nom dels components originals del grup, marcant amb un rectangle negre alguns dels instruments que utilitzen:
|                   | Gianni Luminati | Joel Cassady    | Mike Taylor     | Ryan Marshall   | Sarah Blackwood |
| ----------------- | --------------- | --------------- | --------------- | --------------- | --------------- |
| Baix elèctric     | ███████████████ |                 |                 | ███████████████ | ███████████████ |
| Banjo             | ███████████████ |                 |                 |                 | ███████████████ |
| Bateria           | ███████████████ | ███████████████ |                 |                 |                 |
| Beat Box          | ███████████████ |                 |                 |                 |                 |
| Caixó flamenc     | ███████████████ |                 |                 |                 |                 |
| Cant              | ███████████████ |                 | ███████████████ | ███████████████ | ███████████████ |
| Cigar box guitar  | ███████████████ | ███████████████ |                 |                 | ███████████████ |
| Cigar box ukulele | ███████████████ |                 |                 |                 |                 |
| Glockenspiel      |                 |                 |                 |                 | ███████████████ |
| Guitarra          | ███████████████ |                 |                 | ███████████████ | ███████████████ |
| Harmònica         |                 |                 |                 | ███████████████ |                 |
| Mirlitó           | ███████████████ |                 |                 |                 | ███████████████ |
| Pandereta         |                 |                 |                 |                 | ███████████████ |
| Piano             | ███████████████ |                 | ███████████████ | ███████████████ | ███████████████ |
| Theremin          | ███████████████ |                 |                 |                 |                 |
| Trompeta          |                 |                 | ███████████████ | ███████████████ |                 |
| Ukulele           | ███████████████ |                 |                 |                 | ███████████████ |
| Xilòfon           | ███████████████ |                 | ███████████████ |                 | ███████████████ |

## Discografia
El grup musical ha fet moltes cançons originals i covers. Tot i així, no totes les seves creacions han estat llançades al mercat. De moment, tenen els següents discos: 

### Àlbums
| • Smooth like stone on a beach (2007) |
| --- |
| (Walk off the Earth i SlapDash Records) 1. Little sin, 3:13 2. 100 proof life, 3:53 3. Rock me away, 2:41 4. Gotta go, 3:27 5. My mistakes, 3:10 6. Broke, 4:01 7. Miss Jeppetto, 3:58 8. Spiralling son, 3:39 9. Stolen, 3:20 10. People of the sun, 2:01 11. Smooth like stone on a beach, 3:45 12. W.O.T.E., 3:42 |

| • My Rock (2010)     |
| -------------------- |
| (Walk off the Earth) |

| • R.E.V.O. (2013) |
| --- |
| (Columbia Records) 1. REVO, 3:51 2. Red Hands, 3:01 3. Gang of Rhythm, 3:34 4. Speeches, 3:20 5. Sometimes, 2:52 6. Shake, 2:57 7. Somebody That I Used to Know, 4:08 8. These Times, 3:34 9. Summer Vibe, 3:06 10. Money Tree, 3:09 11. No Ulterior Motives, 2:56 |

| • A Walk off the Earth Christmas (2014) |
| --- |
| (Columbia Records) 1. A Marshmallow World, 2:17 2. Sleigh Ride, 3:29 3. A Holly Jolly Christmas, 2:16 4. Silent Night, 1:20 5. I Shaw Three Ships, 2:39 6. Feliz Navidad, 2:16 |

| • Sing it all away (2015) |
| --- |
| (Columbia Records) 1. Rule the World, 3:25 2. I'll Be Waiting, 3:46 3. Home We'll Go, 3:09 4. Hold On (The Break), 3:28 5. Boomerang, 3:29 6. Sing It All Away, 3:32 7. Climb Out Your Window, 3:02 8. California Trees, 3:15 9. Alright, 3:06 10. Heart Is a Weapon, 3:10 11. We Got Love, 3:38 12. Home We'll Go (Take my Hand), 5:08 (col·laboració amb Steve Aoki) |

| • Under the Covers (2015) |
| --- |
| (Columbia Records) 1. Cheerleader (original de OMI) 2. Rude (original de MAGIC!) 3. Happy (original de Pharrell Williams) 4. Say Something (original de A Great Big World) 5. Wrecking Ball (original de Miley Cyrus) 6. REVO in Paris 7. Natalie (original de Bruno Mars) 8. Material Girl (original de Madonna) 9. Polly (original de Nirvana) 10. Little Boxes (original de Malvina Reynolds) 11. From me to you (original de The Beatles) |

#### Senzills
- Joan and Bobby - Single (2010)
- Sunburnt hand (2011)
- Somebody that I used to known (2012)
- From me to you (2012)
- Little boxes (2012)
- Polly (2012)
- I knew you were trouble (2013)
- Material girl (2013)
- Natalie (2013)

## Filmografia
- It's a Wonderful Mic (2014)